# Freeman (rappeur)
Pour les articles homonymes, voir Brahimi et Freeman.
Freeman, de son vrai nom Malek Brahimi, né le 9 mai 1972 à Marseille (Bouches-du-Rhône), est un rappeur, danseur et compositeur franco-algérien. En 1999, il publie son premier album intitulé L'Palais de justice, qui atteint la 7e place des classements français. Il a été membre du groupe de rap français IAM de 1989 à 2008 et poursuit depuis une carrière solo.

## Biographie

### Avec IAM
Malek a grandi à Marseille dans le quartier de Noailles. Il participe à ses premiers concours de danse en 1983. À la fin de l'année 1985, il rencontre Akhenaton, Kheops et Shurik'n alors sur le point de former IAM. C'est en tant que danseur de breakdance qu'il rejoint le groupe vers 1989 avec l'autre danseur Kephren, et performe lors des différents concerts et dans les clips. Malek fait également des apparitions sur les albums dans des interludes comiques (notamment sur les morceaux Do the Raï Thing et Le retour de Malek Sultan).
Lors de la production du troisième album d'IAM, L'École du micro d'argent, Malek prépare des chorégraphies pour le groupe avec Kephren. Souhaitant aussi intervenir en tant que rappeur, il apparaîtra sur le morceau Un bon son brut pour les truands.
Lancé par cette prestation, Malek (rebaptisé Freeman) devient le troisième rappeur attitré d'IAM, aux côtés de Shurik'n et d'Akhenaton. Il participe ainsi aux bandes originales de Taxi et de Ma 6-T va crack-er, aux albums Où je vis de Shurik'n, Chroniques de Mars d'Imhotep et Sad Hill de Kheops, ou encore au projet caritatif 11'30 contre les lois racistes.
En mars 1999, Freeman sort son premier album solo intitulé L'Palais de justice, qui atteint la 7e place des classements français. Élaboré en grande partie avec les membres d'IAM, l'album voit la présence du rappeur K.Rhyme Le Roi au côté de Freeman sur la majorité des titres, ou encore la participation du chanteur Khaled sur le morceau Bladi. Sur le morceau C'est notre hip-hop, il réunit plusieurs artistes en vue du sud, à savoir ses acolytes d'IAM, Akhenaton et Shurik'n, les Marseillais K-Rhyme le Roi, Def Bond et Faf Larage (ex-Soul Swing), mais aussi Sista Micky et le Cannois Sako. L'Palais de justice est bientôt certifié disque d'or. En revanche, le mini-album Mars Eyes sorti deux ans plus tard n'obtient pas le succès escompté, bien que classé 20e des classements,. Par ailleurs, Freeman officie comme acteur dans le film Comme un aimant en 2000.
En 2002 et 2003, Freeman se concentre avec IAM sur la conception de l'album Revoir un printemps. Présent sur la quasi-totalité des titres (notamment sur Noble art en featuring avec Method Man & Redman), il s'impose comme un rappeur à part entière, même si certains observateurs (critiques, fans historiques du groupe) regrettent cette évolution[réf. nécessaire]. En 2006, Freeman se consacre à des projets en dehors du groupe : l'album L’égalité dans la différence avec K-Rhyme Le Roi (sous le nom « MC Arabica ») et la mixtape En haut la misère paye, avant la sortie en 2007 du nouvel album du groupe, Saison 5.

#### Départ du groupe
Ce cinquième album studio d'IAM marque un grand recul de Freeman au sein du groupe : il n'apparaît que sur quatre titres de l'album et est absent de certains clips. Peu après la sortie de son deuxième album solo, L'espoir d'un crêve, il quitte officiellement IAM à l'été 2008,.
Il fait part dans un premier temps de ses nombreux reproches, principalement envers Akhenaton, dans une interview sur le site Orbeat. Seize ans plus tard, il déclare que son départ s'est surtout fait « sur des idées, sur ce que voulait dire le hip-hop et de quoi on voulait parler » et très peu pour des questions personnelles. Il ajoute : « ce qu'on a fait ensemble était tellement beau ; finalement, ce petit désaccord n'a pas plus d'importance ».
Sa dernière apparition publique avec le groupe aura été lors du concert aux pieds des Pyramides de Gizeh le 14 mars 2008, qu'il qualifie comme une des plus belles expériences artistiques de sa carrière, en raison notamment de la participation de Lotfi Bouchnak.

### Après son départ du groupe IAM
Freeman poursuit dès lors une carrière plus confidentielle mais néanmoins prolifique, via son label indépendant Epicentre Records. Il sort les mixtapes En haut la misère paye vol. 2 & 3 et Hip-Hop for Life, ainsi que l'album Moi et moi seul avec le rappeur Fossoyeur. En 2012, il publie notamment un album avec Six et Flave (sous le nom du collectif (« Puro ») et un nouvel album solo, Phoenix (« l'album de la renaissance ») produit par le beatmaker allemand Shuko. En 2013, ce seront la double mixtape Chant de tir et l'album On a encore des rêves, en collaboration avec Guevarah (du groupe Cercle Vicieux).
Le troisième album solo de Freeman, Sous la mine, également produit par Shuko, sort en 2017 Il le considère comme son album le plus personnel. La sortie de Sous la mine est suivie l'année d'après par la mixtape Epicentre Nation.
En 2021, Freeman se rapproche de L1dzirable (Krimo) avec qui il crée le groupe DZ² (DZ ô carré). De cette collaboration naît l'album Plafond de verre, sorti le 25 avril 2023, avec notamment les participations de Lil' Fame du groupe MOP et de Gilbert Montagné,. Cette même année, il participe à un concert de soutien pour le restaurant solidaire l'Après M à Marseille, aux côtés notamment de Faf Larage, 3e Œil, Allen Akino, Relo et Imhotep.

## Discographie

### Albums collaboratifs
- 2003 : Revoir un printemps (avec IAM)
- 2005 : Live au Dôme de Marseille (avec IAM)
- 2006 : L'égalité Dans La Différence (avec K-Rhyme le Roi), sous le nom « MC Arabica »
- 2007 : IAM Official Mixtape (avec IAM)
- 2007 : Saison 5 (avec IAM)
- 2010 : Moi et moi seul (avec Fossoyeur)

- 2012 : Puro (avec Six et Flave), sous le nom « Puro »
- 2013 : On a encore des rêves (avec Guevarah)

- 2023 : Plafond de verre (avec L1dzirable), sous le nom « DZ² »

### Mixtapes / EP
- 2001 : Mars Eyes
- 2007 : En Haut la misère paye vol.1
- 2008 : En Haut la misère paye vol.2
- 2009 : En Haut la misère paye vol.3
- 2010 : Hip hop for Life vol.1 & 2
- 2013 : Chant de Tir vol.1 & 2
- 2018 : Epicentre Nation

### Apparitions
- 1996 : East feat. IAM - Les Experts (sur la compilation Eastwoo)
- 1997 : IAM - Un bon son brut pour les truands (sur l'album d'IAM, L'École du micro d'argent)
- 1997 : Akhenaton, Freeman, Arco, Mystik, Assassin, Aze, Djoloff, Fabe, Kabal, Menelik, Passi, Stomy Bugsy, Radicalkicker, Jean-François Richet, Maître Madj, Rootsneg, Sléo, Soldatsfadas, White Spirit, Yazid & 2 Bal 2 Neg' - 11'30 contre les lois racistes (sur le maxi du même nom)
- 1997: Passi feat. Freeman - L'engreneur (sur l'album de Passi, Les Tentations)
- 1998 : Freeman et K-Rhyme le Roi - La pression (sur la compilation de Imhotep, Chroniques de Mars)
- 1998 : Freeman, Akhenaton et Le Rat Luciano - Le Mégotrip (sur la compilation de Imhotep, Chroniques de Mars)
- 1998 : Freeman - M'Ghetta (sur la compilation de Imhotep, Chroniques de Mars)
- 1998 : Freeman, Fonky Family, 3e Œil, Faf Larage, K-Rhyme le Roi et Akhenaton - Le retour du Shit Squad (sur la compilation de Imhotep, Chroniques de Mars)
- 1998 : Freeman, Faf Larage et Boss One - Ils deviennent ce qu'ils voient (sur la compilation de Imhotep, Chroniques de Mars)
- 1998 : Freeman - Mauvaise Graine (sur la mixtape Hostile Hip-hop 2)
- 1998 : Oxmo Puccino feat. Freeman - La lettre (sur l'album d'Oxmo, Opéra Puccino)
- 1998 : Oxmo Puccino, Freeman, Akhenaton, Le Rat Luciano et Pit Baccardi - 24 heures à vivre (sur l'album d'Oxmo, Opéra Puccino)
- 1998 : Shurik'n feat. Freeman - Rêves (sur l'album de Shurik'n, Où je vis)
- 1998 : Shurik'n feat. Freeman - Sûr de rien (sur l'album de Shurik'n, Où je vis)
- 1998 : Freeman - Fils du dragon (sur l'album de Kheops, Sad Hill)
- 1998 : Pit Baccardi feat. Freeman - Côté Obscur Connection (sur l'album de Kheops, Sad Hill)
- 1998 : Shurik'n feat. Freeman & Akhenaton - Si j'avais su (sur l'album de Kheops, Sad Hill)
- 1998 : Freeman feat. K-Rhyme Le Roi - Le dernier coup (sur la bande originale de Taxi)
- 1998 : Freeman feat. K-Rhyme Le Roi - La pression (remix) (sur le maxi La Pression)
- 1998 : N.A.P. feat. Freeman - Le Triangle des Bermudes (sur l'album de N.A.P., La Fin du monde)
- 1998 : Côté Obscur - Eclipse (sur l'album de Cut Killer, Opération Freestyle)
- 1998 : Côté Obscur - Eclipse (sur le EP de Cut Killer, Le Prologue)
- 1999  : Def Bond feat. Freeman & K.Rhyme Le Roi - Plus de monde (sur l'album de Def Bond, Le Thème)
- 1999 : Freeman feat. Tony & Paco, Bouga, Brigand & Soprano - Libre Style Part 2 (sur la mixtape La Cosca)
- 1999 : Freeman - L'âme I (sur la mixtape La Cosca)
- 1999 : Freeman feat. K.Rhyme Le Roi, Samm & Cheb Aïssa - L'éclatement (sur la compilation de Imhotep, Chroniques d'Alger)
- 1999 : Freeman - Combien j'ai ramé (sur la mixtape de DJ Fredi France, Volume 8)
- 1999 : Freeman - Le passé reste (sur la mixtape de DJ Keef, Volume 1)
- 1999 : Freeman - Intrus (sur la mixtape de DJ Keef, Volume 1)
- 1999 : Freeman - La mauvaise graine (sur la mixtape de DJ Lam. C, Du Sud au Nord Vol. 1)
- 1999 : Freeman feat. K.Rhyme Le Roi - Le roi (sur la mixtape de DJ Lam. C, Du Sud au Nord Vol. 1)
- 1999 : Freeman feat. Oxmo Puccino & Pit Baccardi - Le passé reste (sur la mixtape de DJ Lam. C, Du Sud au Nord Vol. 1)
- 1999 : Def Bond feat. Freeman & K.Rhyme Le Roi - Plus de monde (sur la mixtape de DJ Rabauke & DJ 5ter Ton, Deiner Tracks)
- 1999 : K.Rhyme Le Roi feat. Freeman - La pression (Remix) (sur la compilation de DJ Abdel & DJ Djel, Collectif Rap 2)
- 2000 : One Shot feat. Freeman - Dancefloor furie (sur la bande originale de Taxi 2)
- 2000 : Freeman feat. Kalibra - Accusés (sur la mixtape 24 Heures de nos vies)
- 2000 : Freeman - Moi j'ai pas de don (sur l'album de Kheops, Sad Hill Impact)
- 2000 : MC Arabica - Sortis de nulle part (sur l'album de Kheops Sad Hill Impact)
- 2000 : Monsieur R feat. Freeman - Comme un homme libre (sur l'album de Monsieur R, Anticonstitutionnelement)
- 2000 : Bouga feat. Freeman & K.Rhyme Le Roi - Belsunce breakdown (sur la bande originale de Comme un aimant)
- 2000 : Hors Pair feat. Freeman - Polar (sur le maxi de Hors Pair, Hors Pair / Polar)
- 2000 : Def Bond feat. Freeman & K.Rhyme Le Roi - Plus de monde (sur la mixtape de DJ Authentik & DJ Cream, Pour Tous Les Quartiers en France)
- 2000 : DJ Mars feat. Cosca Family - L'instinct animal (sur l'album de DJ Mars, Time Bomb Session 1)
- 2000 : Def Bond feat. Freeman & K.Rhyme Le Roi - Plus de monde (sur la compilation de DJ Premier, Collectif Rap 3)
- 2000 : Fonky Family Feat 3e Œil, Faf Larage, K.Rhyme Le Roi, Freeman & Akhenaton - Le retour du s*** Squad (sur la compilation de DJ Premier, Collectif Rap 3)
- 2001  : Freeman feat. Akhenaton - On a retrouvé le singe nu (sur la mixtape Sur un air positif)
- 2001 : Freeman - L'âme I (sur la mixtape 15 Balles perdues)
- 2001 : Akhenaton feat. Freeman & K.Rhyme Le Roi - Une autre dimension (sur la compilation Electro Cypher d'Akhenaton)
- 2001 : Sadik Asken feat. Freeman & K.Rhyme Le Roi - Freestyle (sur la mixtape À Ne Pas Emmerder 1 + 2 du collectif ANPE)
- 2001 : Akhenaton feat. Freeman - Interlude 3 (sur la mixtape À Ne Pas Emmerder 1 + 2 du collectif ANPE)
- 2001 : Hors Pair feat. Freeman - Polar (sur la mixtape Hold-Up Vol. 5 de DJ Krim)
- 2001 : Freeman feat. K.Rhyme Le Roi - Combien j'ai ramé (sur la mixtape Volume 5 de DJ D.Ego)
- 2001 : Staff Jabbar feat. Freeman & K.Rhyme Le Roi - Apparence (sur l'EP de Staff Jabbar, Monsieur Rap Le Blues)
- 2001 : Shit Squad - Le retour du Squad (sur la compilation de Cut Killer, Cut Killer Show 2)
- 2002  : Freeman feat. Claude Nougaro & Daddy Lord C - Quatre boules de cuir (Imhotep Remix) (sur la compilation Boxing Beats)
- 2003  : Massive Töne / Freeman & K.Rhyme Le Roi - Crève la faim (sur la compilation French Connection)
- 2003 : Vaï feat. MC Arabica - Zahri (sur l'album de Vaï, Street Life)
- 2003 : Akhenaton feat. Freeman & K.Rhyme Le Roi - Une autre dimension (DJ R'an Funky RMX) (sur la mixtape Remix de DJ R'an)
- 2003 : Vaï feat. Freeman & K.Rhyme Le Roi - Zahri (sur la compilation Hip Hop Raï de DJ Mehdi)
- 2004 : Freeman feat. K.Rhyme Le Roi & Cheb Aziz - Lharbaa win (Le visa) (sur la compilation de DJ Kim & DJ Goldfingers, Des 2 Côtés)
- 2004 : Retour du Squad - Mégotrip (sur la mixtape de 2 Paris à Marseille de Time Bomb)
- 2004 : Def Bond feat. Freeman & Shurik'n - Mars 2000 (sur la mixtape de 2 Paris à Marseille de Time Bomb)
- 2004 : Freeman - Elle chienne (RMX) (sur la mixtape de 2 Paris à Marseille de Time Bomb)
- 2004 : MC Arabica - L'étoile (sur la compilation OM All Stars)
- 2004 : Freeman - Interlude (sur la compilation Neochrome Collector 1 & 2 de Neochrome)
- 2005 : Assia feat. Freeman - L'âme d'un peuple (titre inédit issu des sessions d'enregistrement de l'album Encore et Encore d'Assia)
- 2005 : Daddy Lord C feat. Freeman - Sans mes gosses (Remix) (sur le maxi de Daddy Lord C, Laisse Seulement / Sans Mes Gosses)
- 2005 : B.U. The Knowledgist feat. Freeman - My Shoot (Remix) (sur la compilation Internationale Deal Tape)
- 2005 : Freeman - La porte des larmes (sur la mixtape de Chiens de Paille, Tribute)
- 2005 : Falsalarma feat. Freeman & Chiens de Paille - El camino recto (sur l'album de Falsalarma, Alquimia)
- 2005 : Size feat. Freeman - Comme les autres (sur la compilation de Def Bond, Spécial Funk R&B)
- 2005 : Makadam feat. Freeman & Roldan - Dolores (Remix) (sur la mixtape Nerfs à vif de Jo Dalton)
- 2006  : Akhenaton feat. Freeman - Crèverie haut de gamme (sur l'album Soldats de Fortune d'Akhenaton)
- 2006 : Akhenaton feat. Freeman - Soldats de fortune (sur l'album Soldats de Fortune d'Akhenaton)
- 2006 : Akhenaton feat. Freeman - Livedsladskt (Live dans la discothèque) (sur l'album Soldats de Fortune d'Akhenaton)
- 2006 : Bazooka feat. Freeman & K-Rhyme le Roi - Contrat (sur l'album de Bazooka, Interdit)
- 2006 : Freeman feat. La Mèche - J'voudrais pas (sur la mixtape La Cosca Team Vol. 2
- 2006 : Bouga feat. Akhenaton, Freeman, Saïd & Veust Lyricist - Cui cui (sur la mixtape La Cosca Team Vol. 2)
- 2006 : La Cosca Team - La Ronde (sur la mixtape La Cosca Team Vol. 2)
- 2006 : Cercle Vicieux feat. Freeman - Je revendique la rue (sur l'EP du Cercle Vicieux, Interdit)
- 2006 : Respect Crew feat. Freeman - Safari (sur le collectif du Respect Crew, Droits réservés)
- 2006 : Akhenaton feat. Freeman - Soldats de fortune (sur la mixtape de Cut Killer, Street Français Vol. 3)
- 2006 : La Cosca - Freestyle des 10 ans du Cut Killer Show (sur la mixtape de Cut Killer, Radio Freestyles)
- 2007  : Freeman feat. Timon & La Mèche - M. le juge (sur la mixtape Chroniques de Mars Vol.2)
- 2007 : Freeman feat. Sako - Y'a pas d'arrangement (sur la mixtape Opinion sur rue 3)
- 2007 : K.Rhyme Le Roi feat. Freeman, Samm & Cheb Aïssa - L'éclatement (sur la mixtape de K.Rhyme Le Roi Ghetto Blaster Vol. 1)
- 2007 : K.Rhyme Le Roi feat. Freeman (MC Arabica) - On te fait mal (sur la mixtape de K.Rhyme Le Roi Ghetto Blaster Vol. 1)
- 2007 : K.Rhyme Le Roi feat. Freeman, Juice, El Matador, La Bousse, Ange le Démon, El Kid, La Mèche, Timon & Avrelass - Mutinerie (sur la mixtape de K.Rhyme Le Roi Ghetto Blaster Vol. 1)
- 2007 : Freeman - C'est un besoin (live) (sur la mixtape de K.Rhyme Le Roi Ghetto Blaster Vol. 1)
- 2007 : K.Rhyme Le Roi feat. Freeman - Mais t'es qui toi ? (sur la mixtape de K.Rhyme Le Roi Ghetto Blaster Vol. 1)
- 2007 : K.Rhyme Le Roi feat. Freeman & Bazooka - Le contrat (sur la mixtape de K.Rhyme Le Roi Ghetto Blaster Vol. 1)
- 2007 : K.Rhyme Le Roi feat. Freeman & Akhenaton - Une autre dimension (DJ 2Shé Remix) (sur la mixtape de K.Rhyme Le Roi Ghetto Blaster Vol. 1)
- 2007 : Bouga feat. Freeman & K.Rhyme Le Roi - Belsunce breakdown (DJ LBR Remix)
- 2007 : Big Dee feat. Freeman, K.Rhyme Le Roi & Devon - Ce qui nous attend (sur la compilation Devoir de vote)
- 2007 : La Bousse feat. MC Arabica - Génération traffic (sur l'EP de Dernier Recours, J'ai vu, j'ai appris, j'ai compris...)
- 2007 : Alibi Montana feat. Mano Slapo, Shone, Kalash L'Afro, Leslie & Amine, Kiesse, Keus-D, Lil' Pimp, Freeman, Raki, Inko, Desno & Raki 2 - Bouna et Zied (sur l'album caritatif Morts pour rien)
- 2008  : Sans Pression feat. Freeman, Cobna - Chasseur d'espoir (sur l'album de Sans Pression, La tendance se maintient)
- 2008 : Savant des Rimes feat. Freeman - Nouvelle Génération (sur l'album de Savant des Rimes, À bientôt)
- 2008 : Freeman feat. La Bousse - On assume les frais (sur la compilation Département 13)
- 2008 : Bless feat. Freeman & K.Rhyme Le Roi - You Know (sur la compilation du collectif Fight Klub, Play Time)
- 2008 : Kennedy feat. Freeman - Oseille (sur la mixtape de Pascal Cefran & DJ Firstmike, Parlez-vous Français ? vol. 1)
- 2008 : L.I.M. feat. Freeman - Freestyle (sur la mixtape de Pascal Cefran & DJ Firstmike, Parlez-vous Français ? vol. 1)
- 2008 : Freeman feat. Alonzo - La faim (Juice Remix) (sur la compilation Juice Magazin)
- 2009  : Guerrier feat. Freeman - Qui sert (sur l'album Sorti de L'ombre de Guerrier)
- 2009 : Azad feat. Freeman & Savant des Rimes - Das Verhör (sur la mixtape de Azad, Azphalt Inferno)
- 2009 : Vito Vendetta feat. Savant des Rimes, Tone et Freeman - Le bombardement (sur la compilation Juice Magazin)
- 2009 : Zephir feat. Kalash L'Afro, Kalif, Tonyno, Gino, Freeman, S'teban, Sheir, N'or & X-taz - Que les fidèles se lèvent (sur la compilation de Zephir, Winners)
- 2009 : Jeyz feat. Savant des Rimes & Freeman - Wie Feuer (sur l'album de Jeyz, Blut, Schweiß & Tränen)
- 2009 : Nozey & Vasco feat. Freeman & Daouf - Rescaper (sur l'album de Nozey & Vasco Reflet de nos murs)
- 2009 : Jeyz feat. Azad, Freeman, Savant des Rimes & 439 - Infernale (sur la mixtape de Jeyz, Zeit zum Scheinen)
- 2009 : Freeman feat. Jeyz - Phoenix (sur la compilation La Connexion)
- 2009 : Rachid-X feat. Freeman - On subit (sur l'album de Rachid-X, Sorti 2 l'ombre)
- 2009 : K-Mi feat. Freeman - Course de fond (sur l'album de K-Mi, Derrière les regards)
- 2009 : H Double L feat. Freeman et Berny Craze - Respect (sur l'album de H Double L, Marche ou crève)
- 2009 : P. Star feat. Freeman - Les mains liées (sur l'album de P. Star, On essaye)
- 2010 : Zethy feat. Freeman & Boss one - La rage dans la rétine (sur l'album J'enterre mes peines de Zethy)
- 2010 : Guerrier feat. Freeman - Triste réalité (sur la mixtape Street réalité de 14k)
- 2010 : L.I.F.F. feat. Freeman - La France (sur l'album de L.I.F.F., Music 2 Rue)
- 2010 : White Niggaz feat. Freeman - Une poussière dans le vent (sur l'album de White Niggaz, Télécharge le si t'es pauvre)
- 2010 : Malez feat. Freeman - Médias (sur l'album de Malez, Entre réalité et illusion)
- 2010 : Soprano feat. Freeman et Alonzo - La faim (sur la mixtape de Sya Styles et Dj Mej, De puisqu'il faut vivre à la colombe)
- 2011  : Babo feat. Freeman - Hip-hop for Life (sur l'album de Babo, Legends Never die)
- 2012  : E. S.I.K feat. Freeman - L.I.E.B.I. (sur l'album de E. S.I.K, Dä Üblichi Verdächtigi)
- 2012 : Babo feat. Freeman - Dünya Du Merde
- 2012 : Flag l'Enchanteur feat. Freeman - Donne (sur l'album de Flag l'Enchanteur, L'Envers du décor)
- 2012 : Nozey & Vasco feat. Freeman et Daouf - Rescapé (sur l'album de Nozey & Vasco, Reflet de nos murs)
- 2012 : Pass Pass feat. Freeman - La fierté (sur l'album de Pass Pass, Mad in France)
- 2013 : Apocaliptik feat. Freeman - Politiquement votre (sur l'album de Apocaliptik, Irréversible)
- 2013 : Daouf feat. Freeman et Cheb Hocine - Dans la partie (sur l'album de Daouf, Bienvenue dans mon Game Boy)
- 2015 : Da Don feat. Freeman et Raf Camora - On Tappe (sur l'album de Da Don, Dick im Geschäft)
- 2015 : Randori & RPZ feat. Freeman et Johnny Madness - Demain n'est pas fait (sur l'album de Randori & RPZ, À la croisée des peurs d'Orient)
- 2016 : Krimo feat. Freeman et Boss One - Je suis (sur l'album de Krimo, Vis ta vie)
- 2016 : Farkad feat. Freeman, Le Cook et Nawas - Tout ce qui rayonne (sur l'album du même nom de Farkad)
- 2017 : La Squadra feat. Freeman - M'en voulez pas (sur l'album de La Squadra, Sang d'encre)
- 2018 : Meda Rimes Red & Krimo IQS feat. Freeman et 10vers - Jungle urbaine (sur l'album de Meda Rimes Red & Krimo IQS, Simple constat)
- 2023 : Luigi Vino & Fakir 2Mars feat. Freeman et Sendo - Dans ce monde (sur l'album de Luigi Vino & Fakir 2Mars, Méandres & Partitions)
- 2024 : Freeman feat. Mofak - Marseille City

## Bande-dessinée
Freeman a co-signé la bande-dessinée fantastique Imperial Asiatic Men, sortie le 6 décembre 2007, inspirée de l'univers Marvel Comics et sortie aux éditions Clair de Lune,. Bien qu'annoncé, le deuxième tome n'a jamais vu le jour, probablement dû au fait que Freeman ne fasse désormais plus partie du groupe IAM.[réf. nécessaire]